# Der Gotthard
Den Reiseführer Der Gotthard schrieb Carl Spitteler im Auftrag der Gotthardbahn-Gesellschaft.
Spitteler reiste für die Recherchen mehr als 30 Mal ins Gotthardgebiet und beschrieb nebst der Bahnreise auch die Geschichte des Gotthardtransits und die wichtigsten Seitentäler wie zum Beispiel das Maderanertal bei Amsteg. Spitteler hatte ein ambivalentes Verhältnis zu seinem Auftrag; zuerst wollte er das Buch gar anonym veröffentlichen. Die Bahngesellschaft bezahlte Spitteler ein für damalige Verhältnisse hohes Honorar von 7000 Franken und liess ihm bis 1909 jährlich eine Erste-Klasse-Freikarte zukommen. Der Führer wurde 1897 in einer Auflage von 4000 Exemplaren gedruckt, 1922 verhinderte Spitteler eine zweite Auflage. Die Bahngesellschaft liess europaweit 500 Exemplare an die Lesezimmer der grösseren Hotels von Kurorten und Seebädern verteilen, und 100 Exemplare lagen in den Bibliotheken der wichtigsten Passagierdampfer der Welt auf.

## Ausgaben
- Carl Spitteler: Der Gotthard. J. Huber, Frauenfeld 1897 (Digitalisat im Internet Archive; auch als PDF; 9,6 MB)
- Carl Spitteler: Der Gotthard. Europa, Zürich 2014.
- Carl Spitteler: Der Gotthard. Mit Carl Spitteler durch die Verkehrs- und Kulturlandschaft. Herausgegeben und kommentiert von Fritz Schaub. Mit einem Nachwort von Dominik Riedo. Pro Libro, Luzern 2016, ISBN 978-3-905927-46-7.